# Campeonato Nacional da 1.ª Divisão de Andebol 1961–62
O Campeonato Português de Andebol Masculino (Seniores) de 1961/62 foi a 10ª edicão, competição organizada pela Federação de Andebol de Portugal. O SL Benfica conquistou o seu 1º Título.

## Classificação 2ª Fase
| Pos | Equipa      | J | V | E | D | GM  | GS  | Diff | Pts |
| --- | ----------- | - | - | - | - | --- | --- | ---- | --- |
| 1   | SL Benfica  | 6 | 6 | 0 | 0 | 126 | 73  | +53  | 18  |
| 2   | FC Porto    | 6 | 3 | 0 | 3 | 94  | 93  | +1   | 12  |
| 3   | Sporting CP | 6 | 2 | 0 | 4 | 76  | 93  | -17  | 10  |
| 4   | Padroense   | 6 | 1 | 0 | 5 | 69  | 106 | -37  | 8   |

Campeonato Nacional 1ª Fase
14-07-1962 Eliminatória Naval Setubalense – Sporting CP, 14-30
18-07-1962 Eliminatória Sporting CP – Naval Setubalense, 37-12